# ヤング・アメリカンズ (曲)
「ヤング・アメリカンズ」（Young Americans）は、デヴィッド・ボウイが1975年に発表した楽曲。ローリング・ストーンの選ぶオールタイム・グレイテスト・ソング500（2021年版）では204位にランクされている。

## 概要
1974年6月14日から12月2日にかけてカナダとアメリカで、アルバム『ダイアモンドの犬』のプロモーションのための「ダイアモンド・ドッグ・ツアー」と呼ばれる大規模なツアーが行われた。このツアーは後半になると「ザ・ソウル・ツアー」と称されるようになるが、ボウイは同年8月11日、フィラデルフィア・ソウルの本拠地であるシグマ・サウンド・スタジオに入り次のアルバムのレコーディングを開始した。ただし彼はMFSBを中心とした現地の腕利きのミュージシャンを使わず、後述するように自前でプレイヤーとシンガーを用意した。レコーディングはほぼ一発録りで進められた。
1975年2月21日にシングルA面として発売された。イギリス盤のB面は「サフラジェット・シティ」のライブ・バージョン、アメリカ盤のB面はカバーで、エディ・フロイドのヒット曲「ノック・オン・ウッド」のライブ・バージョン。なおB面の曲はともに1974年10月発売のアルバム『デヴィッド・ライヴ』に収録されている。本作品は同年3月7日発売のアルバム『ヤング・アメリカンズ』のA面1曲目に収録された。
同年5月10日付のビルボード・Hot 100で28位を記録した。イギリスでは18位、アイルランドでは13位、ニュージーランドでは7位を記録した。
レコーディングが始まった日の2日前に大統領を辞職したリチャード・ニクソンの名前が歌詞に出て来る。公民権運動活動家のローザ・パークスが行ったバス・ボイコットに触れていると推測される箇所もある。コーラス隊は一度だけ「I heard the news today, oh boy!」と叫ぶが、これはビートルズの「ア・デイ・イン・ザ・ライフ」に由来する。同曲の作者であるジョン・レノンはアルバム制作に参加しており、ボウイと共作した「フェイム」と自作の「アクロス・ザ・ユニヴァース」でバッキング・ボーカルとギターを担当した。
1974年11月2日に撮影を行った『デヴィッド・キャヴェット・ショー』でのライブ映像が、アルバムのコレクターズ・エディション盤やコンピレーション・アルバム『ベスト・オブ・ボウイ』などのDVDに収録されている。

## 演奏メンバー
- デヴィッド・ボウイ - ボーカル、ギター
- カルロス・アロマー - ギター
- ウィリー・ウィークス - ベース
- マイク・ガーソン - ピアノ
- アンディ・ニューマーク - ドラムズ
- デヴィッド・サンボーン - サックス
- ラリー・ワシントン - コンガ
- アヴァ・チェリー - バッキング・ボーカル
- ロビン・クラーク - バッキング・ボーカル
- ルーサー・ヴァンドロス - バッキング・ボーカル

## チャート
| チャート（1975年）               | 最高順位 |
| -------------------------------- | -------- |
| アメリカ（Billboard Hot 100）    | 28       |
| イギリス（全英シングルチャート） | 18       |